# Rustlers (film fra 1919)
Rustlers er en amerikansk stumfilm fra 1919 af Reginald Barker.

## Medvirkende
- Pete Morrison som Ben Clayburn
- Helen Gibson som Nell Wyndham
- Jack Woods som Buck Farley
- Hoot Gibson